# لیونل بوون (بازیکن فوتبال)
لیونل بوون (انگلیسی: Lionel Bowen; ۳۱ دسامبر ۱۹۱۵ – ژوئیه ۱۹۹۶ (age 80)) بازیکن فوتبال اهل بریتانیا بود.
از باشگاه‌هایی که در آن بازی کرده‌است می‌توان به باشگاه فوتبال وینچستر سیتی و باشگاه فوتبال ساوت‌همپتون اشاره کرد.